# Ксантипа
Ксантипа (на гръцки: Ξανθίππη, което означава светъл, бял кон) е жена на Сократ и майка на тримата им сина. Той се жени, за да остави потомство. От писанията на Платон може да се съди, че Сократ е в напреднала възраст, когато се жени за Ксантипа, която по всяка вероятност е около 40 години по-млада от него.
Съпругата на Сократ е останала в историята като синоним на свадлива, зла и глупава жена. Запазилите се писмени доказателства на Платон и някои други от учениците на Сократ обаче показват, че всъщност тя е била много добра и предана съпруга и грижовна майка, която е тъгувала за приближаващата смърт на мъжа си. Имайки предвид, че Сократ не изкарва никакви пари, не взима парични обезщетения за обучението на учениците си, Ксантипа може би от време на време е била недоволна и ядосана и е влизала в словесни раздори с него.